# Fähre Scharfenberg
Als Fähre Scharfenberg wird eine Wagenfähre zwischen der Insel Scharfenberg im Tegeler See und dem Ufer am Schwarzen Weg des Gewässers in Tegelort bezeichnet.

## Geschichte
Die Insel Scharfenberg ist mit seinen etwa 20 Hektar die größte Insel im Tegeler See. Im Jahr 1777 ging sie in den Besitz der Familie von Humboldt über. 1831 pachtete der Kammerdiener der Humboldts Sandrock die Insel und 1867 wurde sie  an den Botaniker Carl August Bolle verkauft.
Im Jahr 1886 wurde die erste Fähre vom Kolonisten Eckholdt, dem damaligen Erbpächter der Insel eingerichtet. 1921 wurde für 1028 Mark ein Fährkahn hinzugekauft. Im Jahre 1922 wurde die Schulfarm Insel Scharfenberg, eine reformpädagogische Sommerschule im früheren Wohnsitz von Carl August Bolle eingerichtet. Im Juli 1964 wurde die alte Seilzugfähre durch die heutige Wagenfähre Scharfenberg, einem Neubau von 1964 der für max. 120 Personen zugelassen ist, ersetzt. Alternativ können die Schüler auch mit drei Ruderbooten die Strecke zurücklegen. Die Fähre verkehrt alle 15 Minuten bis 20,45 Uhr. Zu Schulbeginn und Schulschluss verkehrt sie nach Bedarf.
Die Insel Scharfenberg hat nur etwa zehn ständige Einwohner. Nördlich von Scharfenberg liegt die Insel Lindwerder, nicht zu verwechseln mit der Insel Lindwerder im Berliner Bezirk Steglitz-Zehlendorf. Südlich von Scharfenberg liegen die Inseln Baumwerder und Valentinswerder, die ebenfalls von Fähren angesteuert werden.

Fähre Scharfenberg
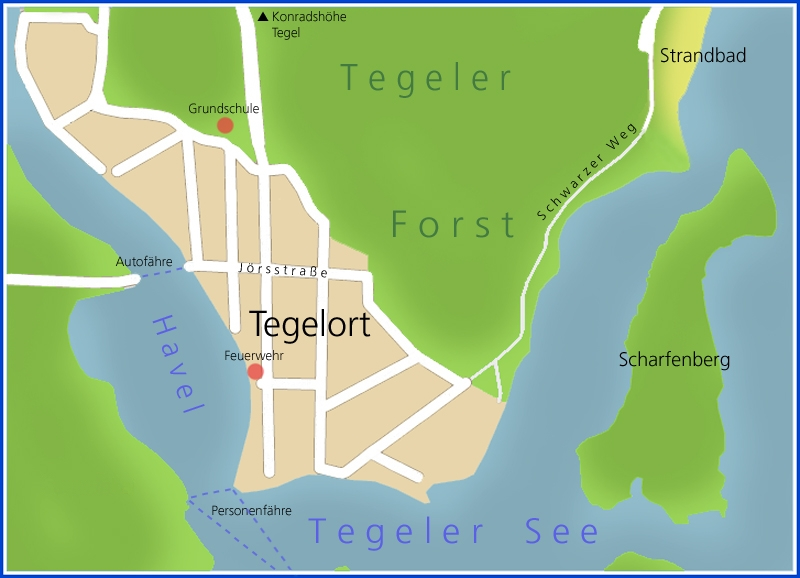
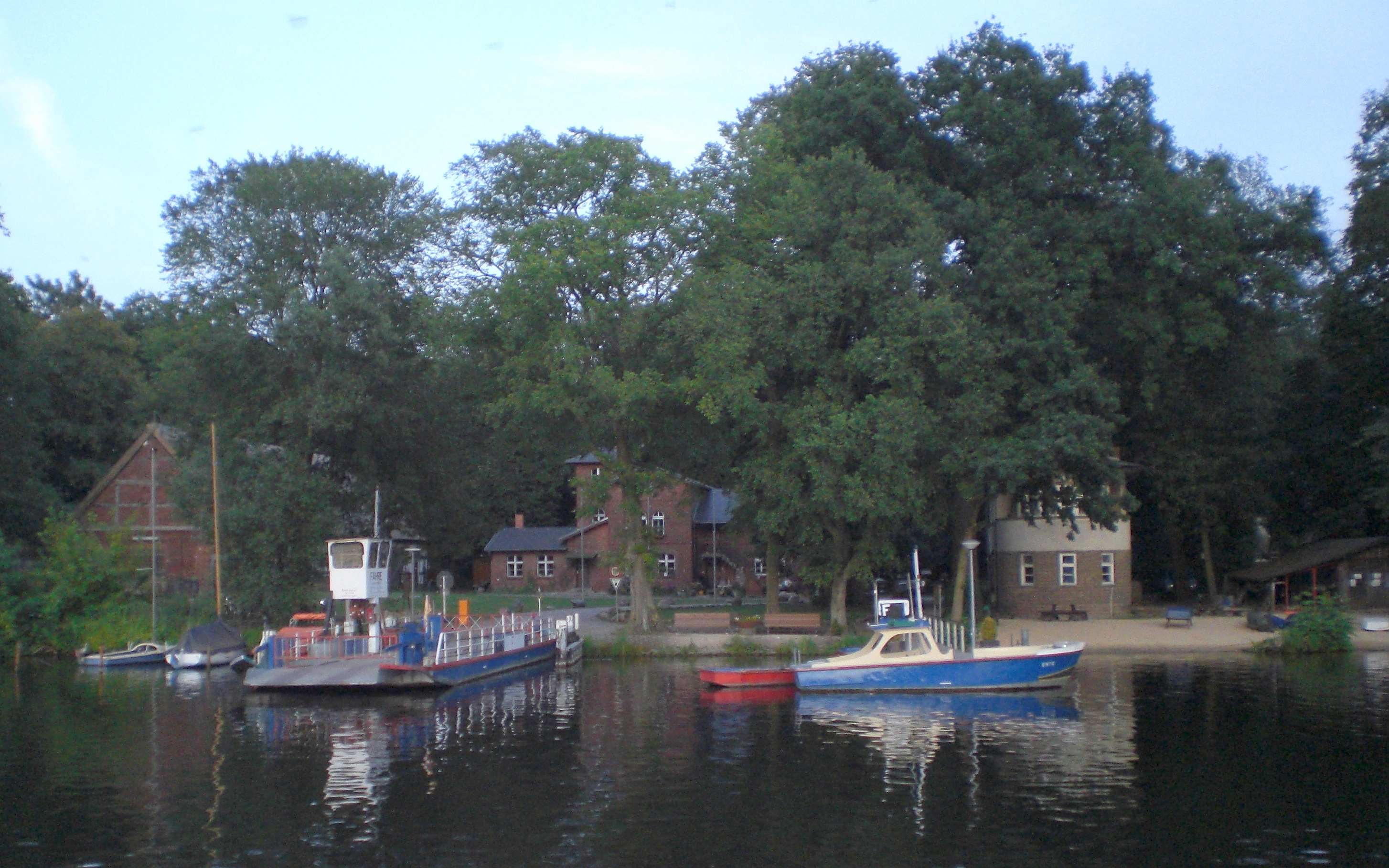
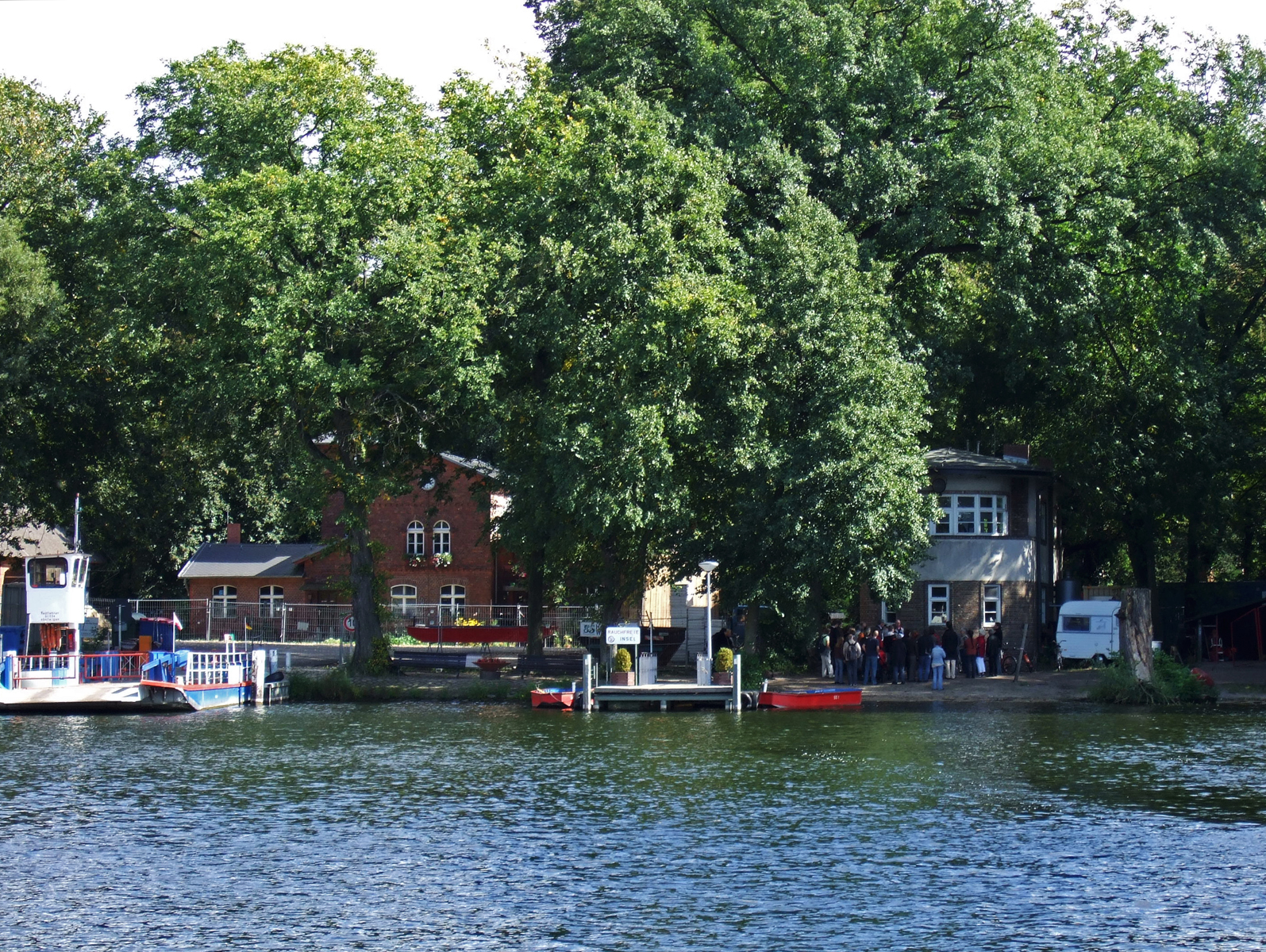